# نادیا کونینا
نادیا کونینا (اوکراینی: Надія Куніна؛ زادهٔ ۲۹ مارس ۲۰۰۰) بازیکن فوتبال اهل اوکراین است.
وی همچنین در تیم ملی فوتبال زنان اوکراین بازی کرده‌است.